# Gerardo Ceballos

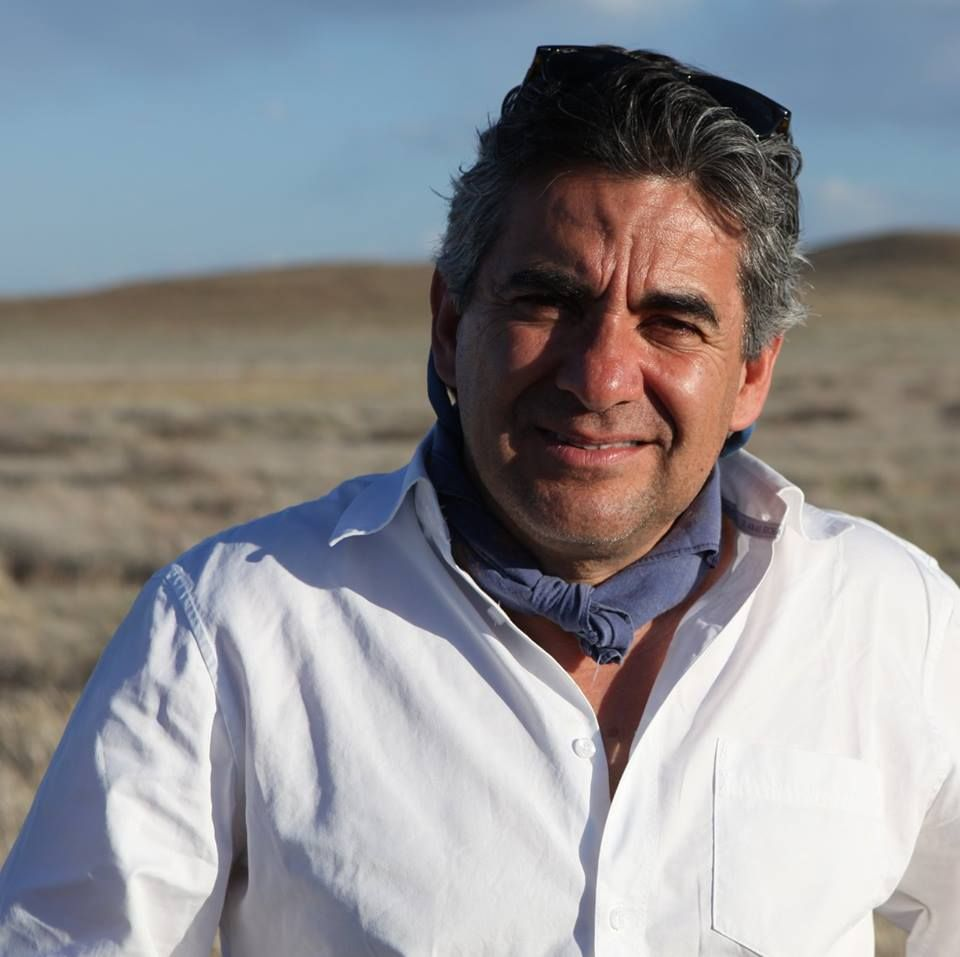

Gerardo Jorge Ceballos González ((Toluca, 3 oktober 1958) is een Mexicaanse bioloog, ecoloog en natuurbeschermer, die waarschuwt voor een zesde massa-uitsterving van talloze diersoorten en mogelijk zelfs de mensheid.

## Studie en werk
Ceballos studeerde van 1975 tot 1979 biologie en ecologie aan de Nationale Autonome Universiteit van Mexico en behaalde zijn Master of Science aan de Universiteit van Wales. Van 1984 tot 1987 doceerde hij aan de ecologische faculteit van de Universiteit van Arizona. In 1989 publiceerde hij zijn dissertatie, Population and community ecology of small mammals from tropical deciduous and arroyo forests in western Mexico.

Sinds 1990 is Ceballos hoogleraar biologie aan de Nationale Autonome Universiteit van Mexico.
Ceballos houdt zich bezig met onderzoek naar de leefomstandigheden van populaties en de habitat van dieren die met uitsterven worden bedreigd. Samen met  anderen zet hij zich in voor het creëren en in stand houden van beschermde natuurgebieden. Hij heeft 55 boeken op zijn naam staan en publiceerde meer dan 500 (populair) wetenschappelijke artikelen, die verschenen in Science, PLOS ONE en vele andere media.

## Alarmerende studie
Na een langjarig onderzoek publiceerde Ceballos in 2017, samen met Paul R. Ehrlich en Peter Raven, een artikel in het tijdschrift PNAS. Het artikel had als onderwerp: Vertebraten op de rand van uitsterven als indicatoren van biologische vernietiging en de zesde massa-extinctie. Voor deze studie zijn ruim 29.000 soorten dieren onderzocht. Bij minder dan 1000 aantroffen dieren, werd aangenomen dat dit het gevaar van uitsterven betekende.
Tijdens de vorige vijf massa-uitstervingen was ongeveer 70% van alle dieren en planten verloren gegaan. Bij de huidige (zesde) massa-uitsterving zijn talloze soorten gewervelde dieren, zoogdieren, vogels, reptielen en amfibieën, binnen een tijdsbestek van één eeuw voorgoed verdwenen. Voorbeelden zijn de buidelwolf, de grote ivoorsnavelspecht, en een ondersoort van de boa constrictor, de Bolyeria multocarinata.
De regionale verspreiding van deze massale uitsterving lijkt erop te wijzen, dat binnenkort ook honderden andere diersoorten van de aardbodem zullen verdwijnen. Het gaat met name om gebieden, waar de impact van de mens op de natuur het grootste is.

## Tempo uitsterving versnelt
Gedurende de ruim 4,5 miljard jaar dat de aarde bestaat, is er nog nooit zo’n rijkdom aan levende wezens geweest als nu. In de laatste 450 miljoen jaar zijn er eerder periodes van massa-uitsterving geweest, maar na verloop van vele jaren herstelde de natuur zich weer. Het verdwijnen van de natuur op grote schaal begon ongeveer 11.000 jaar geleden, door de ontwikkeling van de landbouw. Maar in die tijd leefden er nog maar 1 miljoen mensen wereldwijd. Nu zijn er meer dan 7,5 miljard stervelingen.
Het tempo van uitsterving neemt snel toe. In 650 miljoen jaar ging elke eeuw één soort op de vijfduizend ten onder. Sinds 1900 verdwenen evenveel dieren en planten als in de 10.000 jaar daarvoor. Amfibieën zijn de grootste slachtoffers; honderden soorten kikkers en padden lopen in aantallen sterk achteruit. Een vijfde staat op het punt voorgoed te verdwijnen. Oorzaak is regelmatige menselijke activiteit, en als gevolg van de klimaatverandering zorgen parasieten ook voor verspreiding van ziektes.
Mens en dier strijden om ruimte en hulpbronnen. Een bekend voorbeeld is de bison, die bepalend was voor de Amerikaanse prairies. Hij hield het gehele ecosysteem in stand en zorgde voor vlees, kleding en mest voor de Indianen en later de Europeanen. Twee eeuwen geleden waren er nog tussen de 30 en 60 miljoen bisons. Tegenwoordig zijn er nog een paar honderdduizend over, als een soort van "ecologische zombie".
Deze massale uitsterving betekent een serieuze dreiging voor het milieu en het voortbestaan van de mensheid, omdat zij onomkeerbaar is. De snelheid, waarmee de wereldbevolking groeit en de consumptiebehoefte is de voornaamste oorzaak van het verdwijnen van diersoorten en ecosystemen. Alleen wereldwijde maatregelen kunnen deze ontwikkeling tegengaan. Ceballos stelt voor om te onderzoeken welke specifieke soorten op het punt staan uit te sterven – zoals de Sumatraanse neushoorn, de clarionwinterkoning, de Chelonoidis hoodensis-schildpad en de harlekijnkikker – en actie te ondernemen om dit te voorkomen. 
Ceballos gelooft dat er verschillende mogelijkheden zijn om deze stille ramp te voorkomen. Hij stelt voor om de groei van de wereldbevolking te beperken, de consumptiebehoefte, met name in de rijke landen, in te tomen en het milieu beter te beschermen. Hij heeft in 2019 een platform in het leven geroepen, Stop Extinctions, dat de uitstervingscrisis even hoog op de agenda wil zetten als de klimaatverandering.